# Ansitz Gravetsch

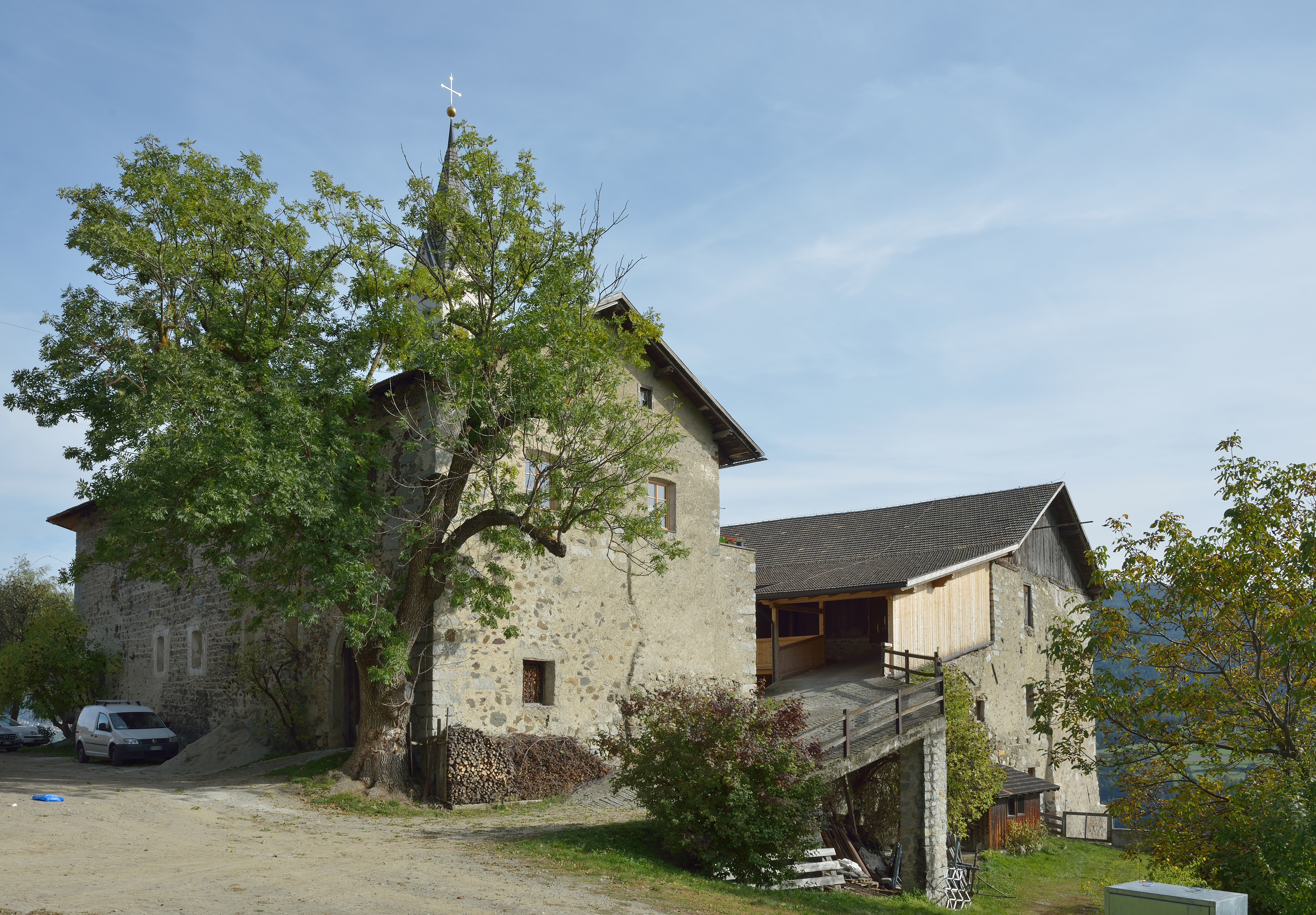
Ansicht des Ansitzes von Nordwesten

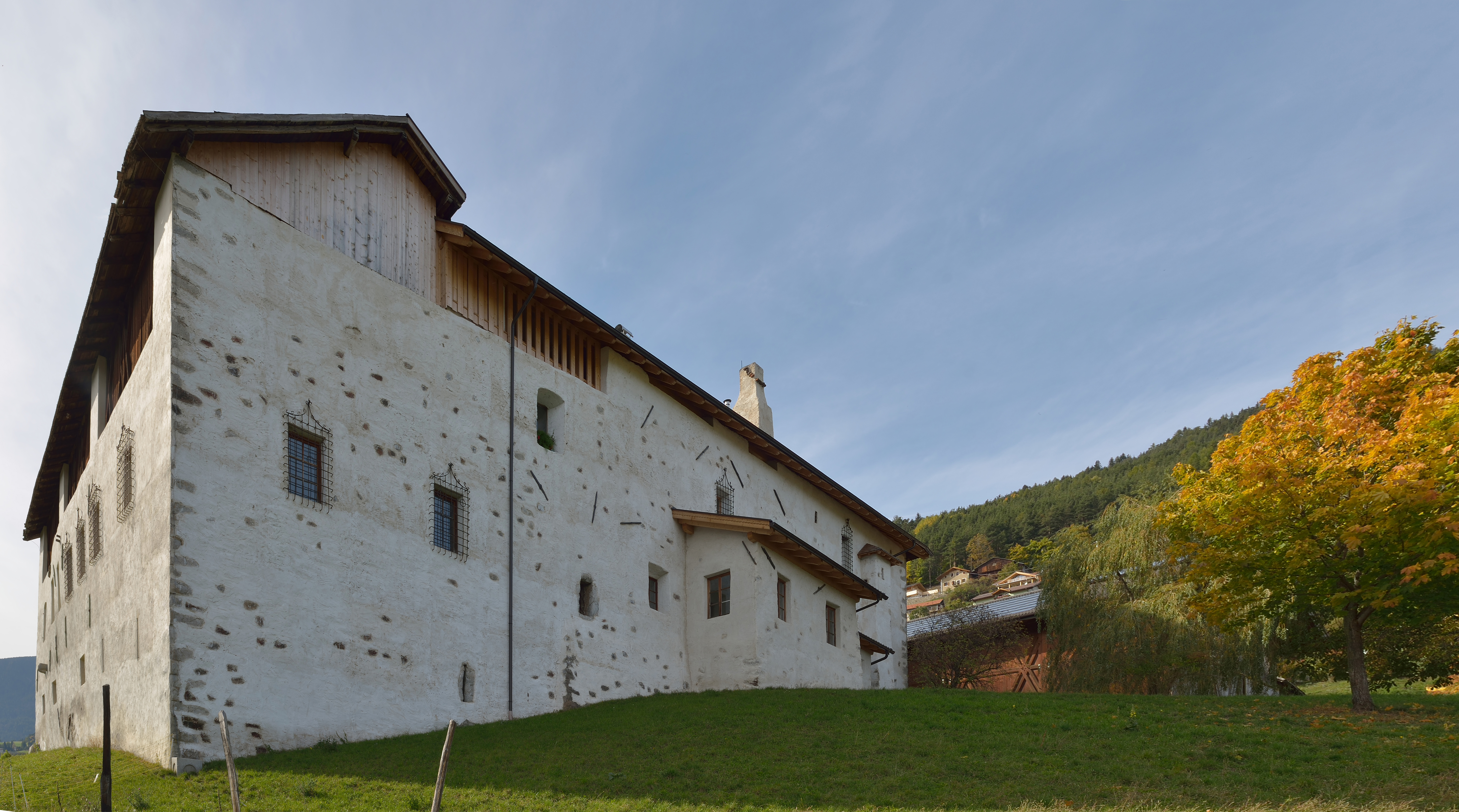
Ansicht des Ansitzes von Osten

Der Ansitz Gravetsch ist ein mittelgroßer burgartiger Ansitz in der Nähe von Villanders in Südtirol (Italien).

## Geschichte
Das Bauwerk (beziehungsweise eine Vorgängeranlage) stammt möglicherweise aus der Zeit um 1150, ist aber erst im 13. Jahrhundert sicher belegt, als es der Sitz der Herren von Villanders war. 1331 wechselte Gravetsch in den Besitz des Tiroler Landesfürsten. Im 16. Jahrhundert wurde die Anlage umgebaut und in einen Ansitz umgewandelt. 1956 brannte Gravetsch teilweise ab und wurde anschließend wieder aufgebaut.

## Anlage
Gravetsch beherbergt heute einen bäuerlichen Betrieb; die nur etwa einen Meter breite Umfassungsmauer ist für eine Traktoreinfahrt durchbrochen.
Im Jahr 2012 wurde die Ostfassade des Ansitzes von der Familie Pupp restauriert und im Jahr 2015 wurde der Bauernhof erweitert und bietet auch Urlaub auf dem Bauernhof an.